# Робърт Бела
Робърт Бела (на английски: Robert Neelly Bellah, р. 23 февруари 1927) е американски социолог, почетен професор по социология в Калифорнийски университет, Бъркли.
Широко популярен е с изследванията си в областта на „американската гражданска религия“ (понятие, което е въведено от самия него в статия от 1967 г.). Magnum opus-ът на Бела, Религията в човешката еволюция, проследява биологичния и културния корен на религията и взаимодействието между тях. Философът Юрген Хабермас пише: „Тази велика книга е интелектуалната жътва на богатия академичен живот на един от водещите теоретици в областта на социалните науки. В нея той успява да осмисли широк диапазон от биологически, антропологически и исторически изследвания в проект, който спира дъха на читателя... Не ми е известен друг толкова амбициозен и въздействащ труд в това изследователско поле“.
Бела е популярен и с книгата си от 1985 г. Навици на сърцето – за това как религията допринася и отнема общото благополучие на Америка, и като социолог, който изучава религиозни и морални проблеми, както и връзката им с обществото.

## Биография
Роден е в Алтъс, Оклахома. Бакалавърска степен по социология получава в Харвард през 1950 г., а докторска степен – отново в Харвард, през 1955 г. Той е студент на Толкът Парсънс, с когото остава близък интелектуален приятел до самата смърт на Парсънс през 1979 г. Парсънс се интересува силно от понятието на Бела за религиозната еволюция и от неговото разбиране за „гражданската религия“. Като студент в бакалавърска програма в Харвард Бела е член на Комунистическата партия на САЩ и председател на клуба „Джон Рийд“, „студентски съюз с реноме на сериозно ангажиран с изследване на марксизма“. Деканът Макджордж Бънди заплашва, че ще предложи бламирането му, ако не предостави на администрацията имената на някогашните членове на клуба. Заема различни постове в Харвард от 1955 до 1967 г., когато е поканен за мястото Форд професор по социология в Калифорнийския университет в Бъркли. До края на кариерата си остава в Бъркли.
Политическите му възгледи най-често са определяни като комунитарни.
Умира на 30 юли 2013.

### Авторски книги
- Tokugawa Religion: The Values of Pre-Industrial Japan (Религията Токугава: Ценностите на прединдустриална Япония). Free Press, 1957
- Religion and Progress in Modern Asia (Религията и прогресът в модерна Азия). Free Press, 1965, 246 p.
- Beyond Belief: Essays on Religion in a Post-Traditional World (Отвъд вярата: Есета върху религията в следтрадиционния свят). University of California Press, 1970
- The Broken Covenant: American Civil Religion in Time of Trial (Разтуреният договор: Американската гражданска религия във време на изпитание). University Of Chicago Press, 1975, 222 p.
- Varieties of Civil Religion (Вариации на гражданската религия). Harper & Row, 1980, 208 p.
- Habits of the Heart: Individualism and Commitment in American Life. University of California Press, 1985 (в съавторство с Ричард Мадсън, Стивън Типтън и Уилям Съливан)
  - Навици на сърцето: Индивидуализмът и ангажираността в живота на американците. Превод от английски Ина Мерджанова, Елена Нойкова и Милена Григорова. София: Критика и хуманизъм, 1995, 504 с. (ISBN 954-587-013-3)
- Uncivil Religion: Interreligious Hostility in America (Негражданската религия: Междурелигиозната враждебност в Америка). Crossroad Pub Co, 1987, 224 p.
- The Good Society (Доброто общество). Vintage, 1991, 368 p. (в съавторство с Ричард Мадсън, Стивън Типтън, Уилям Съливан и Ан Суидлър)
- Imagining Japan: The Japanese Tradition and its Modern Interpretation (Въобразявайки Япония: Японската традиция и модерната ѝ интерпретация). University of California Press, 2003, 254 p.
- The Robert Bellah Reader (Антологичните текстове на Робърт Бела). Duke University Press, 2006, 568 p. (съставител Стивън Типтън)
- Religion in Human Evolution: From the Paleolithic to the Axial Age (Религията в човешката еволюция). Belknap Press of Harvard University Press, 2011, 784 p.

### Съставителство и редакция
- Emile Durkheim on Morality and Society (Емил Дюркем върху морала и обществото). University Of Chicago Press, 1973, 300 p.
- The New Religious Consciousness (Новото религиозно съзнание). University of California Press, 1976, 391 p. (съсъставител заедно с Чарлз Глок)
- The Axial Age and Its Consequences (Осовата епоха и нейните последици). Belknap Press, 2012, 560 p. (съсъставител заедно с Ханс Йоас)

## Награди и отличия
Бела е избран за член на Американската академия на изкуствата и науките през 1967 г. Носител е на Националния медал за хуманитаристика, връчен му през 2000 г. от президента Бил Клинтън, заради „усилията му да хвърля светлина върху значението на религиозните общности в американското общество“. През 2007 г. получава наградата „Мартин Е. Марти“ на Американската академия по религиознание за обществено значимо разбиране на религията.